# Al son de las guitarras
Pour plus de détails, voir Fiche technique et Distribution.
Al son de las guitarras (littéralement en français, « Au son des guitares ») est un film colombien en noir et blanc de 1938 réalisé par Alberto Santana et Carlos Schroeder. Il est considéré comme le premier long métrage sonore réalisé en Colombie, le premier long métrage sonore et parlant étant Flores del Valle sorti en 1941.